# Майна юнанська
Ма́йна юнанська (Acridotheres albocinctus) — вид горобцеподібних птахів родини шпакових (Sturnidae). Мешкає в Південно-Східній Азії.

## Опис

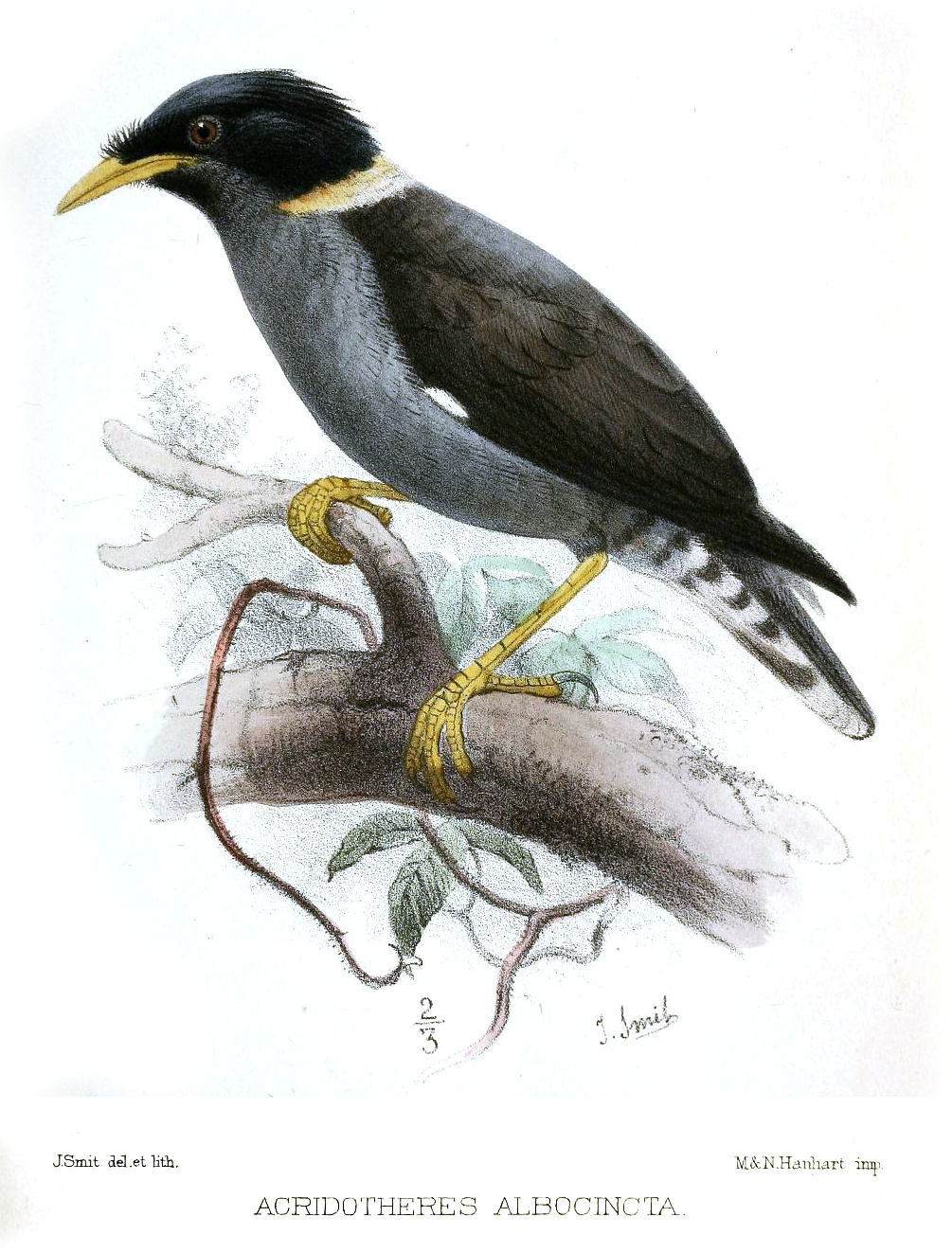
Юнанська майна

Довжина птаха становить 25,5-26,5 см. Забарвлення переважно чорне, на шиї білий "комір", який іноді має охристий відтінок. На крилах помітні білі плями. Нижні покривні пера хвоста темно-сірі з білими кінчиками, стернові пера мають білі кінчики. Пера над дзьобом направлені догори, формуючи короткий чуб. Райдужки жовті або блакитнуваті, дзьоб жовтий, лапи яскраво-жовті.

## Поширення і екологія
Юнаньські майни мешкають у Північно-Східній Індії (переважно в штаті Маніпур), на півночі М'янми і на північному заході китайської провінції Юньнань. Вони живуть на луках, полях і пасовищах. Зустрічаються на висоті від 800 до 1200 м над рівнем моря.